# Crazy Love (álbum de Michael Bublé)
Crazy Love é o quarto álbum de estúdio do cantor canadense Michael Bublé. Após três dias de vendas, o álbum estreou na primeira posição da Billboard 200, com 132 mil cópias, tornando o segundo #1 do cantor. Depois de suas primeia semana completa, foram vendidas mais 203 mil cópias, colocando-o novamente na primeira posição da parada oficial dos Estados Unidos.
O primeiro single lançado para o álbum foi "Haven't Met You Yet", seguido por "Hold On".
| Críticas profissionais                                                      | Críticas profissionais |
| Avaliações da crítica                                                       | Avaliações da crítica  |
| Fonte                                                                       | Avaliação              |
| --------------------------------------------------------------------------- | ---------------------- |
| allMusic                                                                    | [ 3 ]                  |
| BBC Online                                                                  | (Positivo)             |
| Billboard                                                                   | (Positivo)             |
| Boston Globe                                                                | (Positivo)             |
| Entertainment Weekly                                                        | (B)                    |
| Esta tabela precisa de ser acompanhada por texto em prosa. Consulte o guia. |                        |

## Faixas
Disco 1:
1. "Cry Me A River"
2. "All of Me"
3. "Georgia on My Mind"
4. "Crazy Love"
5. "Haven’t Met You Yet"
6. "All I Do Is Dream of You"
7. "Hold On"
8. "Heartache Tonight"
9. "You're Nobody Till Somebody Loves You"
10. "Baby (You’ve Got What It Takes)"
11. "At This Moment"
12. "Stardust"
13. "Whatever It Takes" (faixa bônus padrão)

Disco 2:
1. "Hollywood"
2. "At This Moment"  (live)
3. "Haven't Met You Yet"  (live)
4. "End of May"
5. "Me and Mrs. Jones"  (live)
6. "Twist and Shout"  (live)
7. "Heartache Tonight"  (live)
8. "Best Of Me"